# ワロン地域
ワロン地域（ワロンちいき）は、ベルギーの連邦構成主体である3つの地域のうち
、国土の南半分を占める地域。首府はナミュール。宗教改革の時代、ワロン地域の諸州を通してカルヴァンの綱領がネーデルラントに浸透したが、ワロン地域の若い貴族らは教義を学ぶためにジュネーヴまで赴いた。

## 行政区分

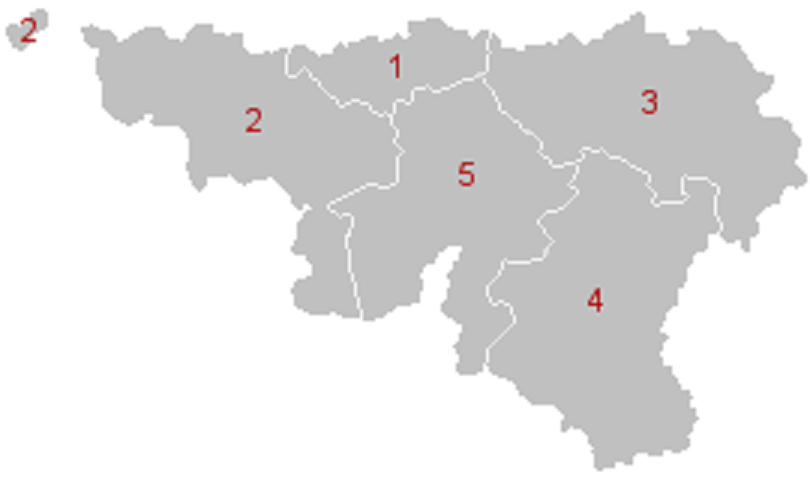
ワロン地域5州

地域内の主要な都市はリエージュ、ナミュール、シャルルロワ、モンス、トゥルネー、アルロン、バストーニュ、ワーヴル、ヴェルヴィエ、ディナン、オイペンなどがある。ワロン地域内には次に挙げる5州が存在する。番号は図と対応。
1. ブラバン・ワロン州
2. エノー州
3. リエージュ州
4. リュクサンブール州
5. ナミュール州

## 言語
公用語はフランス語とドイツ語である。ほとんどの市町村ではフランス語を採用している。これは連邦構成主体のひとつであるフランス語共同体の領域とほぼ一致する。1918年までドイツ領であった東部の9つの市町村ではドイツ語が公用語となされており、ドイツ語共同体を構成しているが、これらの市町村にはフランス語話者の住民の便宜のため言語施設の設置がなされており、官民間の連絡はフランス語でも可能になっている。また、北部ではオランダ語話者のための言語施設が設置されている市町村も存在する。
ワロン地域で使用されているフランス語は、フランス国内で標準的に用いられているフランス語とはやや異なり、地域や話者によってしばしば独特の言い回しがみられる。しかし、公的機関やメディアなどで用いられているものは標準フランス語とほとんど同一である。ワロン地域で用いられるフランス語の語彙のうち特筆すべきものとして、「70」をあらわす septante と「90」をあらわす nonante（標準フランス語ではそれぞれ soixante-dix と quatre-vingt-dix）がある。
1990年、ベルギーの言語法により、ワロン地域内で話されているワロン語、シャンパーニュ語、ロレーヌ語、ピカルディ語、ルクセンブルク語の各言語がそれぞれ地域言語としての法的地位を獲得した。このうちワロン語とピカルディ語はフランス語の方言とも見なされ、20世紀初頭まではワロン地域において主要言語の地位にあった。これらの言語の使用頻度はフランス語による教育の普及により減少していったが、現在はいくつかの学校でワロン語の授業が行われたり、ワロン語のラジオ番組が制作されるなど、地位の復権に向けた動きも随所にみられる。
地域内におけるドイツ語話者は東部地域に71,000人程度存在する。ドイツ語圏の自治権をワロン地域内においてさらに向上させようとする運動も顕著であり、現在ドイツ語共同体の首長を務めるカール＝ハインツ・ランベルツ (Karl-Heinz Lambertz) などによって、完全な地方自治権の獲得とワロン地域からの分離を実現する案が主張されている。リュクサンブール州ではドイツ語方言との捉え方もされるルクセンブルク語も法的保護を受けているがリュクサンブール州はドイツ語共同体には含まれない。

## 経済
ワロン地域の経済は、対仏大同盟の19世紀初頭にリエージュやシャルルロワをはじめとした地域で石炭や鉄鉱石といった資源を用いた工業を背景として急速に発達し、これによりベルギーは南部のワロン地域を工業地帯としてヨーロッパ大陸で最初に産業革命を成し遂げた国となった。しかし、20世紀の前半にはベルギーの工業の中心は北部地域のフランデレン地域に移行し、ベルギー南部のワロン地域の重工業は次第に衰退していった。
現在のワロン地域の経済状態は地域によってばらつきがあるが、シャルルロワやリエージュなどでは製鉄業の衰退に伴う影響を受け続けており、高い失業率が課題となっている。これに対し、ムーズ川の南に位置するアルデンヌ地方には多くの観光資源や温泉が存在し観光収入が得られるため、比較的良好な経済状態を維持している。

## 政治
ベルギーが1993年4月23日から連邦制に移行したことに伴い、ワロン地域政府が設立された。
地域政府は、領域内の経済、雇用、農業、環境などに関する政策を担当している。
議会の定数は75人で、5年ごとに改選が行われる。
ワロン地域議会の2019年から2024年までの政党別構成は以下の通り。
- 社会党（社会民主主義）23議席
- 改革運動（中道右派・自由主義）20議席
- エコロ（エコロジスト）12議席
- 民主人道主義中道派（旧キリスト教民主党、中道）10議席
- ベルギー労働者党（社会主義）10議席

2020年現在、地域政府の首相は社会党所属で、元連邦政府首相のエリオ・ディルポ。

## 姉妹自治体・提携自治体

### 提携自治体
- 愛知県、日本国[8]

## 語源
ワロン (Wallonne, Wallonia) という地域名の語源については諸説存在するが、ガリア語の vellaunos（勇敢な）という語に由来するという説が有力である。また、ゲルマン語系の諸地名において Gal あるいは Wal は「外国の」を意味する語であり、これとの関連も指摘される（ウォルカエ族を参照）。